# هيروشي ناكا
هيروشي ناكا (中博史 ناكا هيروشي) (إسمه الحقيقي هيروأكي ناكامورا (中村博昭 ناكامورا هيروأكي)) هو ممثل ياباني ولد في 19 نوفمبر 1960 في محافظة أويتا.

## أدواره في الأنمي

### مسلسلات أنمي تلفزيونية
- ون بيس - مونكي دي غارب
- مغامرة جوجو الغريبة - وانغ تشين
- مغامرة جوجو الغريبة: الرياح الذهبية - العراف
- وورلد تريغر - فيزا
- ناروتو - إنما
- ناروتو شيبودن - غامابونتا (الصوت الثاني)، إنما
- روك لي وأصدقائه النينجا - غامابونتا
- باكي الخطاف - غوكي شيبوكاوا
- CLANNAD - ناويوكي أوكازاكي
- CLANNAD AFTER STORY - ناويوكي أوكازاكي
- سرالفة النهاية: معركة ناغويا - إستر لي
- بونغو ستراي دوغز - مدير دار الأيتام
- هجوم العمالقة Season 2 - والد ساشا براوس
- فيت/أبوكريفا - سيرج
- دبل ديكر: دوغ آند كيريل - دينيس
- جيبيئيت - الراوي
- كاوبوي بيبوب - جوبيم
- كادو و الجواب الصحيح - كوزو إينوتابا
- هايكيو!! - المدرب الأسبق أوكاي
- هايكيو!! الموسم الثاني - إيكّي أوكاي
- هايكيو!! ثانوية كاراسونو في مواجهة أكاديمية شيراتوريزاوا - إيكّي أوكاي
- داي الشجاع (2020) - تيمجين
- إلى الوحوش المقدسة المهجورة - مارتن
- هزيم الرعد - كوين
- طعام الدهليز اللذيذ - سينشي

### أفلام أنمي
- كاوبوي بيبوب: الفيلم - جوبيم
- CLANNAD - ناويوكي أوكازاكي
- ون بيس فيلم: سترونغ وورلد - مونكي دي غارب
- ون بيس فيلم Z - مونكي دي غارب
- ون بيس ستامبيد - مونكي دي غارب

## أدواره في ألعاب الفيديو
- جوجوز بيزار أدفنتشر: أول ستار باتل - وانغ تشين
- دبل كاست - تاكيموتو
- ون بيس: بايريت واريورز - مونكي دي غارب
- ون بيس: أنليميتد وورلد ريد - مونكي دي غارب
- ون بيس: بيرنينغ بلاد - مونكي دي غارب

## وصلات خارجية
- هيروشي ناكا على موقع IMDb (الإنجليزية)
- هيروشي ناكا على موقع ميوزك برينز (الإنجليزية)
- هيروشي ناكا على موقع قاعدة بيانات الفيلم (الإنجليزية)
- هيروشي ناكا على موقع ANN person (الإنجليزية)